# Sophus Heegaard
Poul Sophus Vilhelm Heegaard, född den 19 januari 1835 i Slangerup, död den 27 mars 1884 i Frederiksberg, var en dansk filosof. Han var far till Poul Heegaard.
Heegaard studerade först teologi och avlade teologie kandidatexamen 1858. Ej tillfredsställd över sitt yrkesval övergick han till filosofin, blev magister 1860, docent vid universitetet 1870 och professor 1875. 
Heegaard var i övervägande grad en kritisk begåvning med stark strävan efter klara grunder, metodiskt påverkad av matematiska studier. Sin mesta tid använde han på kritik av den spekulativa filosofin, sådan den företräddes av hans lärare Rasmus Nielsen. 
På grund av sjukdom lyckades han inte till fullt utveckla sin filosofiska gärning. Inom dansk filosofi är han en typisk övergångsgestalt från tiden mellan den spekulativa och den kritiska perioden. 
Heegaards främsta arbeten är Den hebartske Philosophie (disputation, 1861), Inledning till den rationelle Ethik (1866), Om Intolerance (1878) samt Om Filosofiens Betydning og Værd (1878).

## Utmärkelser
- Riddare av Dannebrogorden,  1879[3]

[Redigera Wikidata]